# Tomáš Zdechovský
Tomáš Zdechovský (n. 2 noiembrie 1979, Havlíčkův Brod, Cehia) este un om politic, scriitor și manager ceh.  Este membru al Parlamentului European din 2014. 

## Viață personală și studii
A studiat la Facultatea de Teologie la Universitatea de Bohemia de Sud in České Budějovice. După a absolvit și studii de jurnalism la Universitatea Masaryk din Brno. A obținut licență la Università Pontificia Salesiana în domeniu de comunicare politică. 
Tomáš Zdechovský este căsătorit și are patru copii.

## Activitate politică
A fost ales în alegeri europarlamentare în 2014 și a fost membru Comisiei pentru control bugetar, Comisiei pentru libertăți civile, justiție și afaceri interne și membru Delegației pentru relațiile cu Republica Populară Chineză. În mai 2019 a fost reales și iar este membru Comisiei pentru control bugetar și vicepreședinte al Comisiei pentru ocuparea forței de muncă și afaceri sociale. Mai ales este membru supleant al Comisiei pentru libertăți civile, justiție și afaceri interne.
A lucrat la cazul Michalák, condamnă practicile serviciului norvegian de protecție a copilului, Barnevernet, și încearcă să schimbe funcționarea acestei agenții norvegiene. De asemenea, este autorul introducerii cărții Stolen Childhood: The truth about Norway's child welfare system (Copilărie furată: Adevărul despre sistemul norvegian de bunăstare a copilului). Cartea a fost publicată în 2019 și descrie problema situațiilor când copii sunt luați de la părinți de către serviciul norvegian de protecție a copilului (Barnevernet), cauzele marii influențe ale acestei instituții și motivele criticilor frecvente ale Barnevernet pentru încălcarea drepturilor umane.
În ianuarie 2020 a fost ales vicepreședinte partidului KDU-ČSL.

## Poet și scriitor
Tomáš Zdechovský a publicat patru colecții de poezii:
- Ze zahrady mé milé (Din gradină drăgăi mele), 2008
- Odpusť mým rtům (Iartă buzelele mele), 2009
- Intimní doteky (Atingeri intime), 2010
- Kapka (Strop), 2016

În 2013, Tomáš Zdechovský a publicat prima sa operă de proză cu titlul Nekonečné ticho (Tăcere infinită).